# Список медалістів зимових Олімпійських ігор 2010
На XXI Зимових Олімпійських іграх у Ванкувері було розіграно 86 комплектів нагород. Нижче наведені усі призери Олімпіади.

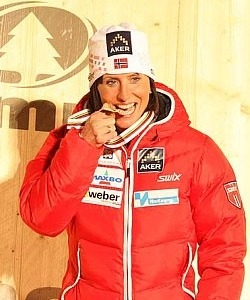
Маріт Б'єрген, триразова олімпійська чемпіонка, срібна та бронзова призерка з лижних перегонів

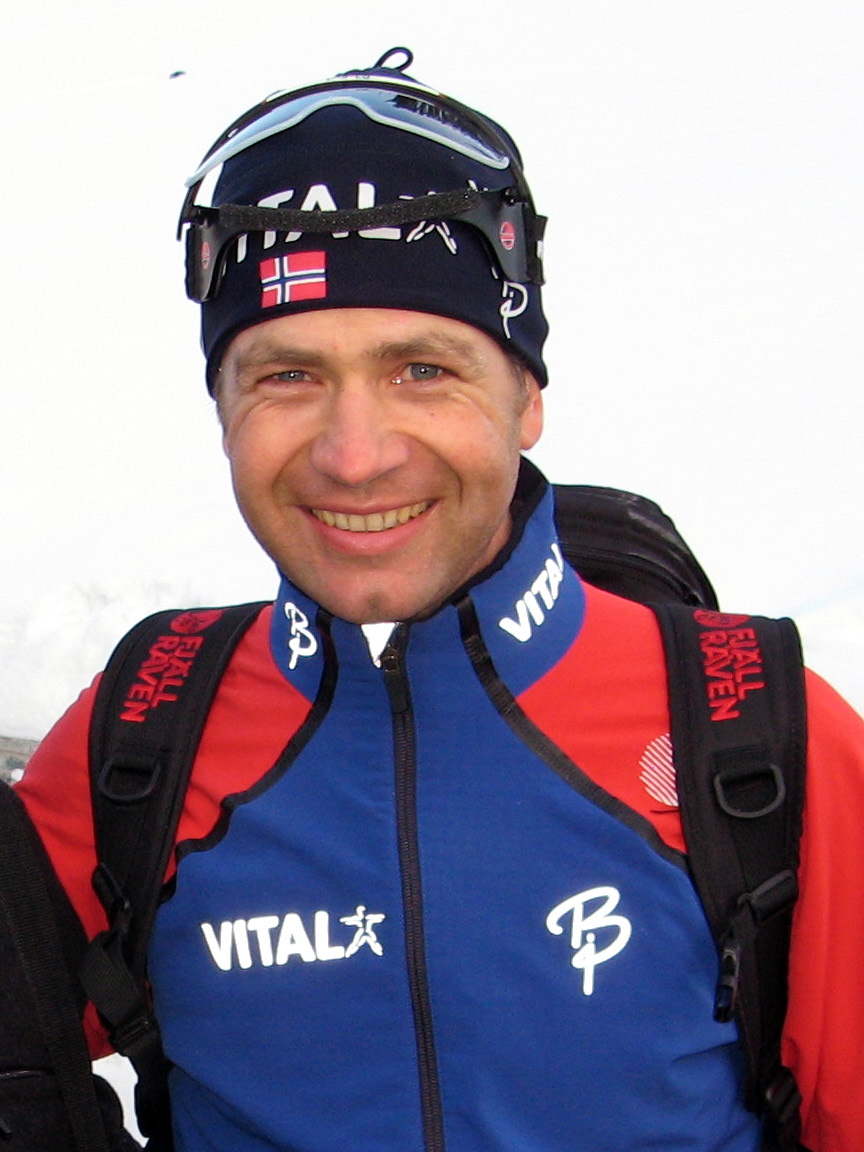
Біатлоніст Уле-Ейнар Б'єрндален у Ванкувері став шестиразовим олімпійським чемпіоном

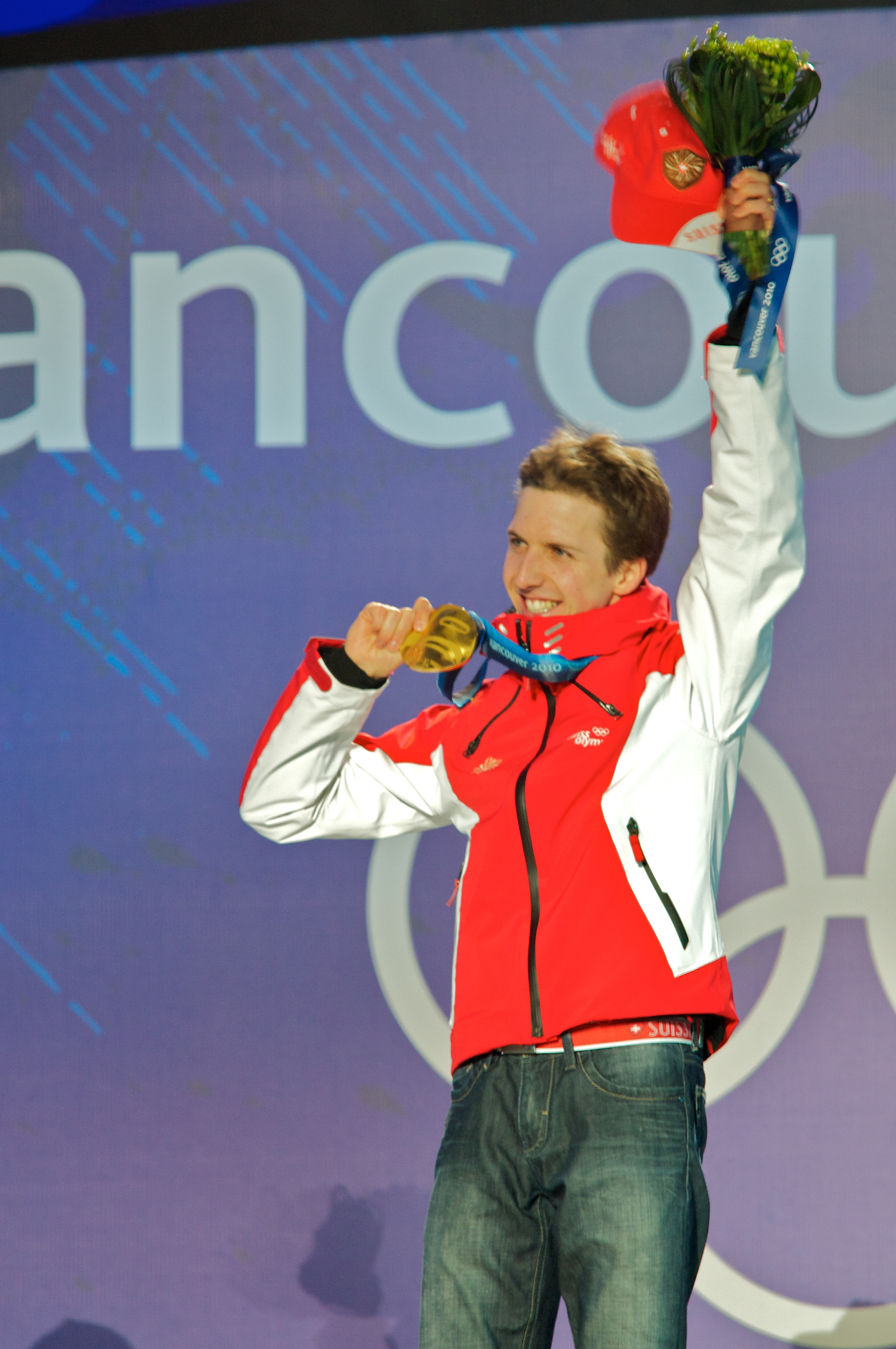
Сімон Амман, чотириразовий олімпійський чемпіон (2002 — двічі, 2010 — двічі) зі стрибків з трампліна

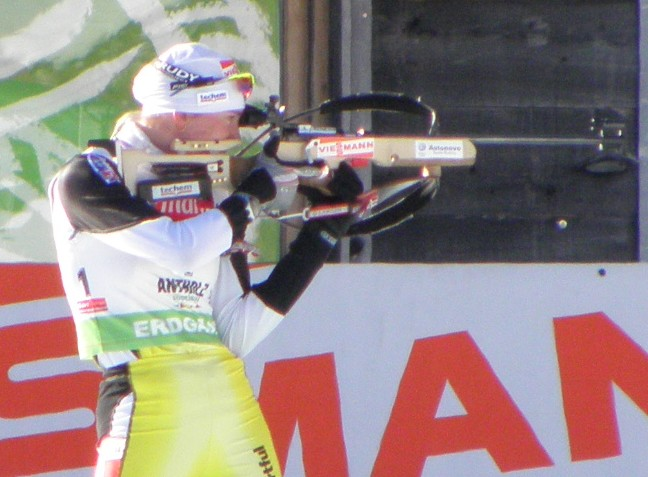
Анастасія Кузьміна, олімпійська чемпіонка і срібна призерка з біатлону

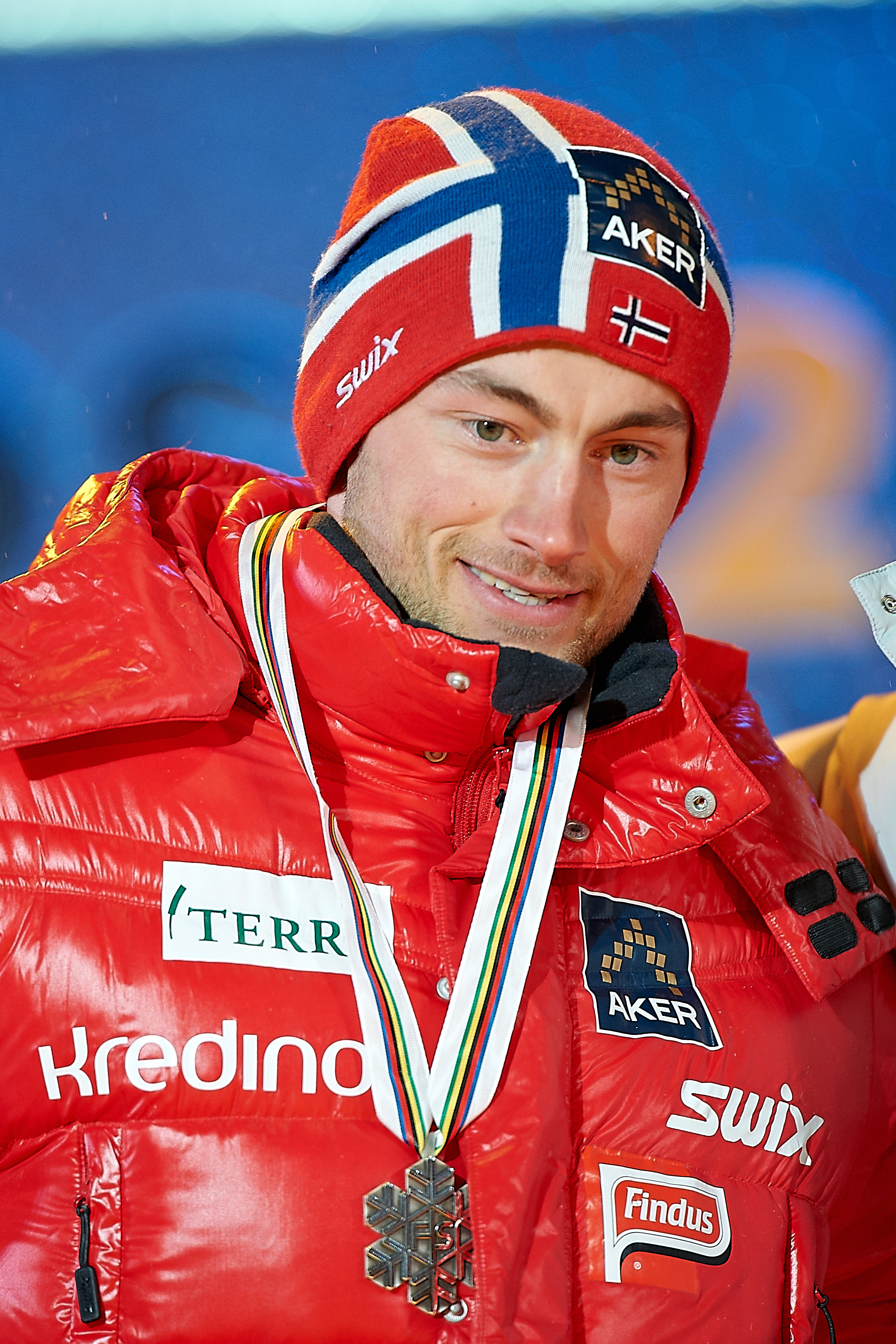
Петтер Нортуг, дворазовий олімпійський чемпіон, срібний та бронзовий призер з лижних перегонів

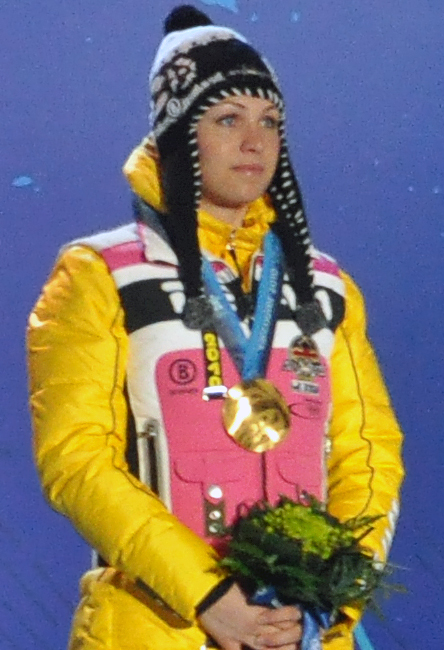
Магдалена Нойнер, дворазова олімпійська чемпіонка і срібна призерка з біатлону

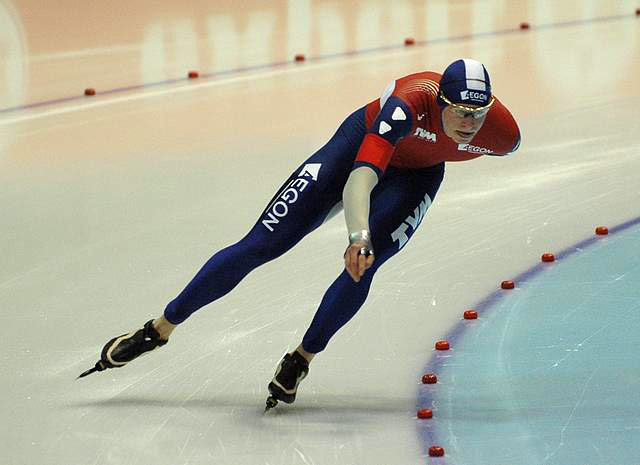
Свен Крамер, олімпійський чемпіон з ковзанярського спорту

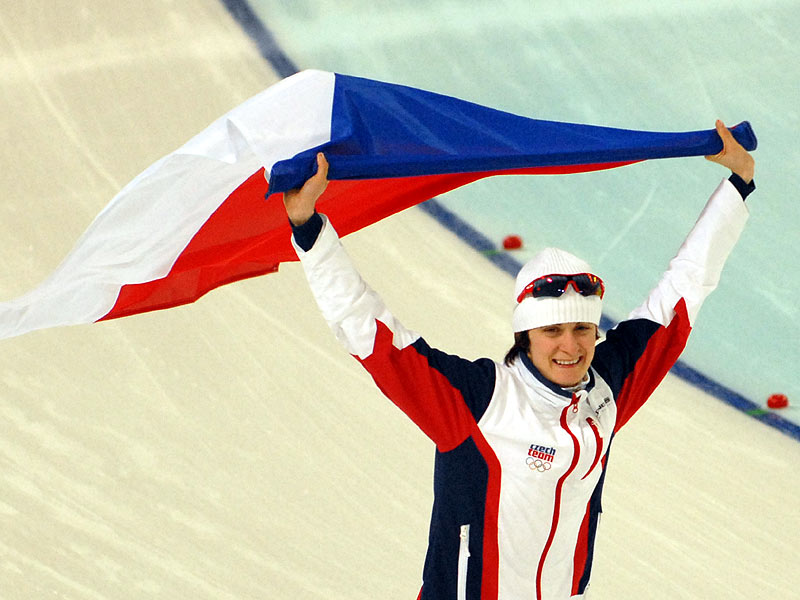
Мартіна Сабликова, дворазова олімпійська чемпіонка з ковзанярського спорту

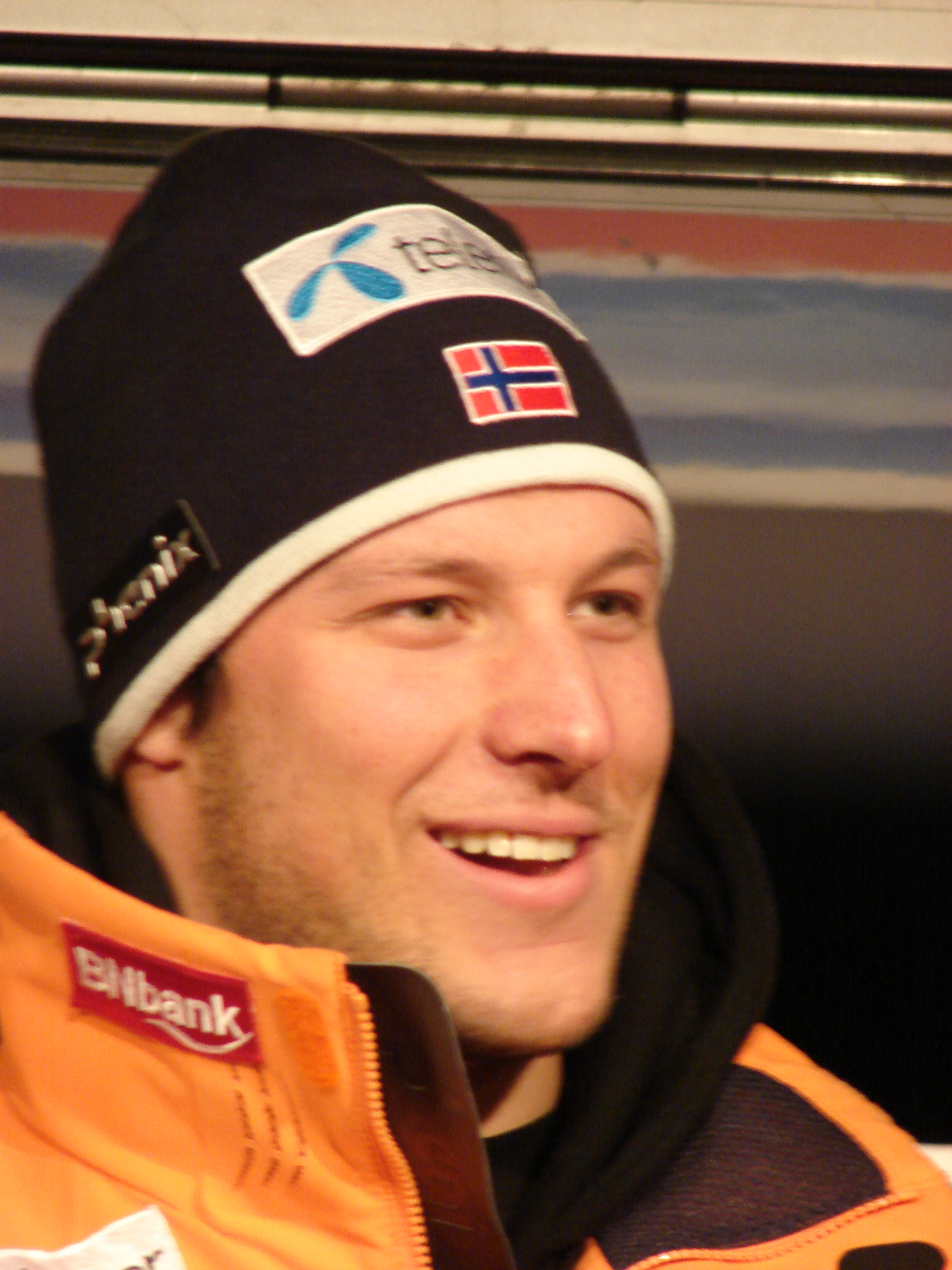
Аксель Лунд Свіндаль, олімпійський чемпіон і срібний призер з гірськолижного спорту

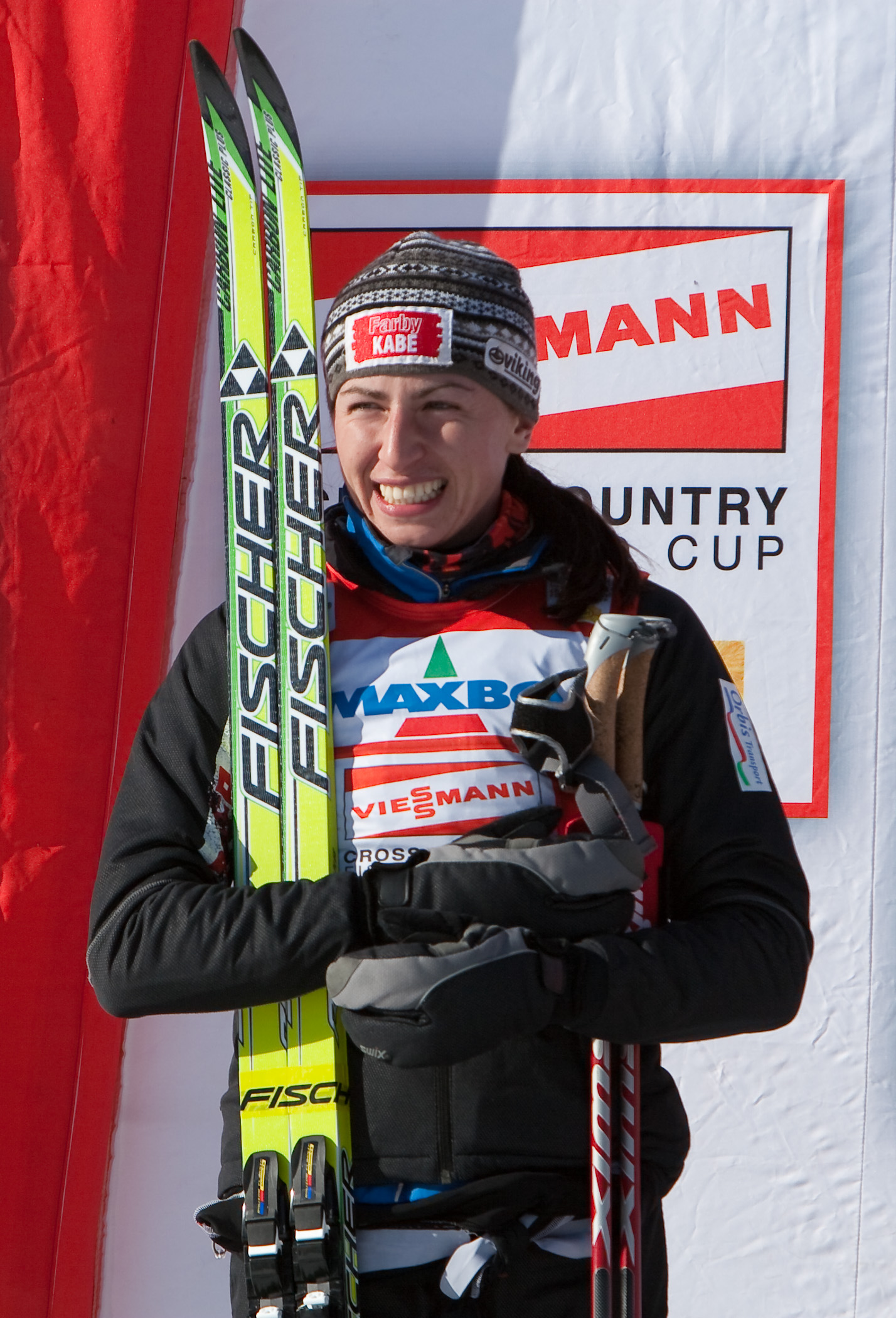
Юстина Ковальчик, олімпійська чемпіонка, срібна та бронзова призерка з лижних перегонів

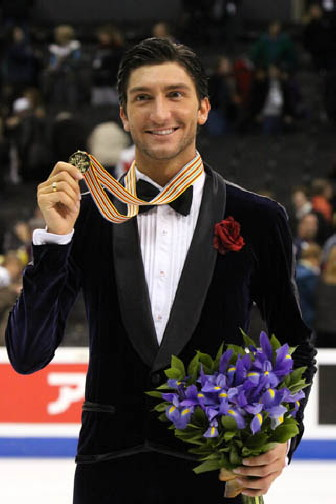
Еван Лайсачек, олімпійський чемпіон з фігурного катання

| Дата      | Вид спорту, дисципліна                                   |                                                           |                                                         |                                                      |
| --------- | -------------------------------------------------------- | --------------------------------------------------------- | ------------------------------------------------------- | ---------------------------------------------------- |
| 13 лютого | Стрибки з трампліна, нормальний трамплін                 | Сімон Амманн                                              | Адам Малиш                                              | Грегор Шліренцауер                                   |
| 13 лютого | Біатлон, спринт, жінки                                   | Анастасія Кузьміна                                        | Магдалена Нойнер                                        | Марі Дорен                                           |
| 13 лютого | Ковзанярський спорт, 5000 м, чоловіки                    | Свен Крамер                                               | Лі Син Хун                                              | Іван Скобрєв                                         |
| 13 лютого | Шорт-трек, 1500 м, чоловіки                              | Лі Чжон Су                                                | Аполо Ентон Оно                                         | Джон Роберт Селскі                                   |
| 13 лютого | Фрістайл, могул, жінки                                   | Ганна Кірні                                               | Дженніфер Гейл                                          | Шеннон Барке                                         |
| 14 лютого | Біатлон, спринт, чоловіки                                | Венсан Же                                                 | Еміль Хегле Свендсен                                    | Яков Фак                                             |
| 14 лютого | Лижне двоборство, норм.трамплін + 10 км                  | Джейсон Ламі-Шаппюї                                       | Джонні Спілейн                                          | Алессандро Піттін                                    |
| 14 лютого | Ковзанярський спорт, 3000 м, жінки                       | Мартіна Сабликова                                         | Штефані Бекерт                                          | Крістіна Грувз                                       |
| 14 лютого | Санний спорт, одиночки, чоловіки                         | Фелікс Лох                                                | Давід Меллер                                            | Армін Цеггелер                                       |
| 14 лютого | Фристайл, могул, чоловіки                                | Александр Білодо                                          | Дейл Бегг-Сміт                                          | Брайон Вілсон                                        |
| 15 лютого | Лижні перегони, 10 км, вільний стиль, жінки              | Шарлотта Калла                                            | Крістіна Шмігун-Вяхі                                    | Маріт Б'єрген                                        |
| 15 лютого | Гірськолижний спорт, швидкісний спуск, чоловіки          | Дідьє Дефаго                                              | Аксель Лунд Свіндаль                                    | Боде Міллер                                          |
| 15 лютого | Лижні перегони, 15 км, вільний стиль, чоловіки           | Даріо Колонья                                             | П'єтро Піллер Котрер                                    | Лукаш Бауер                                          |
| 15 лютого | Сноуборд, сноубордкрос, чоловіки                         | Сет Вескотт                                               | Майк Робертсон                                          | Тоні Рамуан                                          |
| 15 лютого | Ковзанярський спорт, 500 м, чоловіки                     | Мо Те Бум                                                 | Кейїтіро Наґасіма                                       | Дзодзі Като                                          |
| 15 лютого | Фігурне катання, пари                                    | Шень Сюе Чжао Хунбо                                       | Пан Цін Тун Цзянь                                       | Альона Савченко Робін Шолкови                        |
| 16 лютого | Біатлон, переслідування, жінки                           | Магдалена Нойнер                                          | Анастасія Кузьміна                                      | Марі-Лор Бруне                                       |
| 16 лютого | Біатлон, переслідування, чоловіки                        | Б'єрн Феррі                                               | Крістоф Зуманн                                          | Венсан Же                                            |
| 16 лютого | Сноуборд, сноубордкрос, жінки                            | Маель Рікер                                               | Дебора Антоніоз                                         | Олівія Нобс                                          |
| 16 лютого | Ковзанярський спорт, 500 м, жінки                        | Лі Сан Хва                                                | Єнні Вольф                                              | Ван Бейсін                                           |
| 16 лютого | Санний спорт, жінки                                      | Татьяна Гюфнер                                            | Ніна Райтмайєр                                          | Наталі Гайзенбергер                                  |
| 17 лютого | Гірськолижний спорт, швидкісний спуск, жінки             | Ліндсей Вонн                                              | Джулія Манкузо                                          | Елізабет Гергль                                      |
| 17 лютого | Лижні перегони, спринт, жінки                            | Маріт Б'єрген                                             | Юстина Ковальчик                                        | Петра Майдич                                         |
| 17 лютого | Лижні перегони, спринт, чоловіки                         | Микита Крюков                                             | Олександр Панжинський                                   | Петтер Нортуг                                        |
| 17 лютого | Ковзанярський спорт, 1000 м, чоловіки                    | Шейні Дейвіс                                              | Мо Те Бум                                               | Чед Гедрік                                           |
| 17 лютого | Санний спорт, двійки                                     | Андреас Лінгер / Вольфганг Лінгер                         | Андріс Шицс / Юріс Шицс                                 | Александер Реш / Патрік Ляйтнер                      |
| 17 лютого | Шорт-трек, 500 м, жінки                                  | Ван Мен                                                   | Маріан Сен-Желе                                         | Аріанна Фонтана                                      |
| 17 лютого | Сноуборд, хаф-пайп, чоловіки                             | Шон Вайт                                                  | Пеету Піїронен                                          | Скотт Лаго                                           |
| 18 лютого | Біатлон, індивідуальна гонка, жінки                      | Тура Бергер                                               | Олена Хрустальова                                       | Дарія Домрачова                                      |
| 18 лютого | Гірськолижний спорт, суперкомбінація, жінки              | Марія Ріш                                                 | Джулія Манкузо                                          | Аня Персон                                           |
| 18 лютого | Ковзанярський спорт, 1000 м, жінки                       | Крістін Несбітт                                           | Аннетт Геррітсен                                        | Лауріне ван Ріссен                                   |
| 18 лютого | Біатлон, індивідуальна гонка, чоловіки                   | Еміль-Хегле Свендсен                                      | Сергій Новіков                                          | —                                                    |
| 18 лютого | Біатлон, індивідуальна гонка, чоловіки                   | Еміль-Хегле Свендсен                                      | Уле-Ейнар Б'єрндален                                    | —                                                    |
| 18 лютого | Сноуборд, хаф-пайп, жінки                                | Тора Брайт                                                | Ганна Тетер                                             | Келлі Кларк                                          |
| 18 лютого | Фігурне катання, чоловіки                                | Еван Лайсачек                                             | Євген Плющенко                                          | Дайсуке Такахасі                                     |
| 19 лютого | Лижні перегони, переслідування (7,5+7,5 км), жінки       | Маріт Б'єрген                                             | Анна Хог                                                | Юстина Ковальчик                                     |
| 19 лютого | Гірськолижний спорт, супергігантський слалом, чоловіки   | Аксель Лунд Свіндаль                                      | Боде Міллер                                             | Ендрю Вайбрехт                                       |
| 19 лютого | Скелетон, жінки                                          | Емі Вільямс                                               | Керстін Шимковяк                                        | Аня Губер                                            |
| 19 лютого | Скелетон, чоловіки                                       | Джон Монтгомері                                           | Мартінс Дукурс                                          | Олександр Третьяков                                  |
| 20 лютого | Гірськолижний спорт, супергігантський слалом, жінки      | Андреа Фішбахер                                           | Тіна Мазе                                               | Ліндсей Вонн                                         |
| 20 лютого | Стрибки з трампліна, великий трамплін                    | Сімон Амманн                                              | Адам Малиш                                              | Грегор Шліренцауер                                   |
| 20 лютого | Лижні перегони, переслідування (15+15 км), чоловіки      | Маркус Гельнер                                            | Тобіас Ангерер                                          | Йохан Ольссон                                        |
| 20 лютого | Ковзанярський спорт, 1500 м, чоловіки                    | Марк Тюйтерт                                              | Шейні Дейвіс                                            | Гавард Бокко                                         |
| 20 лютого | Шорт-трек, 1500, жінки                                   | Чжоу Ян                                                   | Лі Ин Бюл                                               | Пак Син Хі                                           |
| 20 лютого | Шорт-трек, 1000 м, чоловіки                              | Лі Джун Су                                                | Лі Хо Сук                                               | Аполо Ентон Оно                                      |
| 21 лютого | Біатлон, мас-старт, чоловіки                             | Євген Устюгов                                             | Мартен Фуркад                                           | Павол Хурайт                                         |
| 21 лютого | Фрістайл, скікрос, чоловіки                              | Міхаель Шмід                                              | Андреас Матт                                            | Аудун Гронвольд                                      |
| 21 лютого | Біатлон, мас-старт, жінки                                | Магдалена Нойнер                                          | Ольга Зайцева                                           | Симона Гаусвальд                                     |
| 21 лютого | Гірськолижний спорт, суперкомбінація, чоловіки           | Боде Міллер                                               | Івиця Костелич                                          | Сільван Цурбрігген                                   |
| 21 лютого | Ковзанярський спорт, 1500 м, жінки                       | Ірен Вюст                                                 | Крістіна Грувз                                          | Мартіна Сабликова                                    |
| 21 лютого | Бобслей, двійки, чоловіки                                | Андре Ланге, Кевін Куске                                  | Томас Флоршутц, Ріхард Адьєй                            | Олександр Зубков, Олексій Воєвода                    |
| 22 лютого | Стрибки з трампліна, командні змагання, великий трамплін | Австрія                                                   | Німеччина                                               | Норвегія                                             |
| 22 лютого | Лижні перегони, командний спринт, жінки                  | Еві Захенбахер-Штеле, Клаудія Нюстад                      | Шарлотта Калла, Анна Хог                                | Ірина Хазова, Наталія Коростельова                   |
| 22 лютого | Лижні перегони, командний спринт, чоловіки               | Ойстейн Петтерсен, Петтер Нортуг                          | Тім Чарнке, Аксель Тайхманн                             | Микола Морилов, Олексій Пєтухов                      |
| 22 лютого | Фігурне катання, спортивні танці                         | Тесса Верчу/Скотт Моїр                                    | Меріл Девіс/Чарлі Вайт                                  | Оксана Домніна/Максим Шабалін                        |
| 23 лютого | Біатлон, естафета, жінки                                 | Росія                                                     | Франція                                                 | Німеччина                                            |
| 23 лютого | Ковзанярський спорт, 10000 м, чоловіки                   | Лі Син Хун                                                | Іван Скобрєв                                            | Боб де Йонг                                          |
| 23 лютого | Фрістайл, скі-крос, жінки                                | Ешлі Мак-Айвор                                            | Хедда Бернтсен                                          | Маріон Жоссеран                                      |
| 23 лютого | Гірськолижний спорт, гігантський слалом, чоловіки        | Карло Янка                                                | К'єтіль Янсруд                                          | Аксель Лунд Свіндаль                                 |
| 23 лютого | Лижне двоборство, командні змагання                      | Австрія                                                   | США                                                     | Німеччина                                            |
| 24 лютого | Лижні перегони, естафета, чоловіки                       | Швеція                                                    | Норвегія                                                | Чехія                                                |
| 24 лютого | Ковзанярський спорт, 5000 м, жінки                       | Мартіна Сабликова                                         | Штефані Бекерт                                          | Клара Х'юз                                           |
| 24 лютого | Шорт-трек, естафета, жінки                               | КНР                                                       | Канада                                                  | США                                                  |
| 24 лютого | Бобслей, жінки                                           | Гезер Мойс / Кейлі Гамфріс                                | Шеллі-Енн Браун / Гелен Аппертон                        | Елана Мейєрс / Ерін Пек                              |
| 24 лютого | Фристайл, акробатика, жінки                              | Лідія Лассіла                                             | Лі Ніна                                                 | Го Сіньсінь                                          |
| 25 лютого | Гірськолижний спорт, гігантський слалом, жінки           | Вікторія Ребенсбург                                       | Тіна Мазе                                               | Елізабет Гергль                                      |
| 25 лютого | Лижні перегони, естафета, жінки                          | Норвегія                                                  | Німеччина                                               | Фінляндія                                            |
| 25 лютого | Лижне двоборство, вел. трамплін + 10 км                  | Білл Демонг                                               | Джонні Спілейн                                          | Бернгард Грубер                                      |
| 25 лютого | Хокей на льоду, жінки                                    | Канада                                                    | США                                                     | Фінляндія                                            |
| 25 лютого | Фрістайл, лижна акробатика, чоловіки                     | Олексій Гришин                                            | Джерет Петерсон                                         | Лю Чжунцин                                           |
| 25 лютого | Фігурне катання, жінки                                   | Кім Ю На                                                  | Асада Мао                                               | Джоанні Рошетт                                       |
| 26 лютого | Біатлон, естафета, чоловіки                              | Норвегія                                                  | Австрія                                                 | Росія                                                |
| 26 лютого | Сноуборд, паралельний гігантський слалом, жінки          | Нікольєн Зауербрей                                        | Катерина Ілюхіна                                        | Маріон Крайнер                                       |
| 26 лютого | Гірськолижний спорт, слалом, жінки                       | Марія Ріш                                                 | Марліс Шильд                                            | Шарка Загробська                                     |
| 26 лютого | Керлінг, жінки                                           | Швеція                                                    | Канада                                                  | Китай                                                |
| 26 лютого | Шорт-трек, 500 м, чоловіки                               | Шарль Амлен                                               | Сун Сі Бак                                              | Франсуа-Луї Трамбле                                  |
| 26 лютого | Шорт-трек, 1000 м, жінки                                 | Ван Мен                                                   | Кетрін Рюттер                                           | Пак Син Хі                                           |
| 26 лютого | Шорт-трек, естафета, чоловіки                            | Канада                                                    | Південна Корея                                          | США                                                  |
| 27 лютого | Лижні перегони, масовий старт, 30 км, жінки              | Юстина Ковальчик                                          | Маріт Б'єрген                                           | Айно-Кайса Саарінен                                  |
| 27 лютого | Ковзанярський спорт, командна гонка, чоловіки            | Канада                                                    | США                                                     | Нідерланди                                           |
| 27 лютого | Сноуборд, паралельний гігантський слалом, чоловіки       | Джейсі Джей Андерсон                                      | Беньямін Карл                                           | Матьє Боззетто                                       |
| 27 лютого | Ковзанярський спорт, командна гонка, жінки               | Німеччина                                                 | Японія                                                  | Польща                                               |
| 27 лютого | Гірськолижний спорт, слалом, чоловіки                    | Джульяно Раццолі                                          | Івиця Костелич                                          | Андре Мюрер                                          |
| 27 лютого | Бобслей, четвірки                                        | Стівен Голкомб Стів Меслер Кертіс Томасевіч Джастін Олсен | Андре Ланге Кевін Куске Александер Редігер Мартін Путце | Ліндон Раш Девід Біссетт Лассель Браун Кріс ле Біхан |
| 27 лютого | Керлінг, чоловіки                                        | Канада                                                    | Норвегія                                                | Швейцарія                                            |
| 28 лютого | Лижні перегони, масовий старт, 50 км, чоловіки           | Петтер Нортуг                                             | Аксель Тайхманн                                         | Йохан Ольссон                                        |
| 28 лютого | Хокей на льоду, чоловіки                                 | Канада                                                    | США                                                     | Фінляндія                                            |

## Цікаві факти

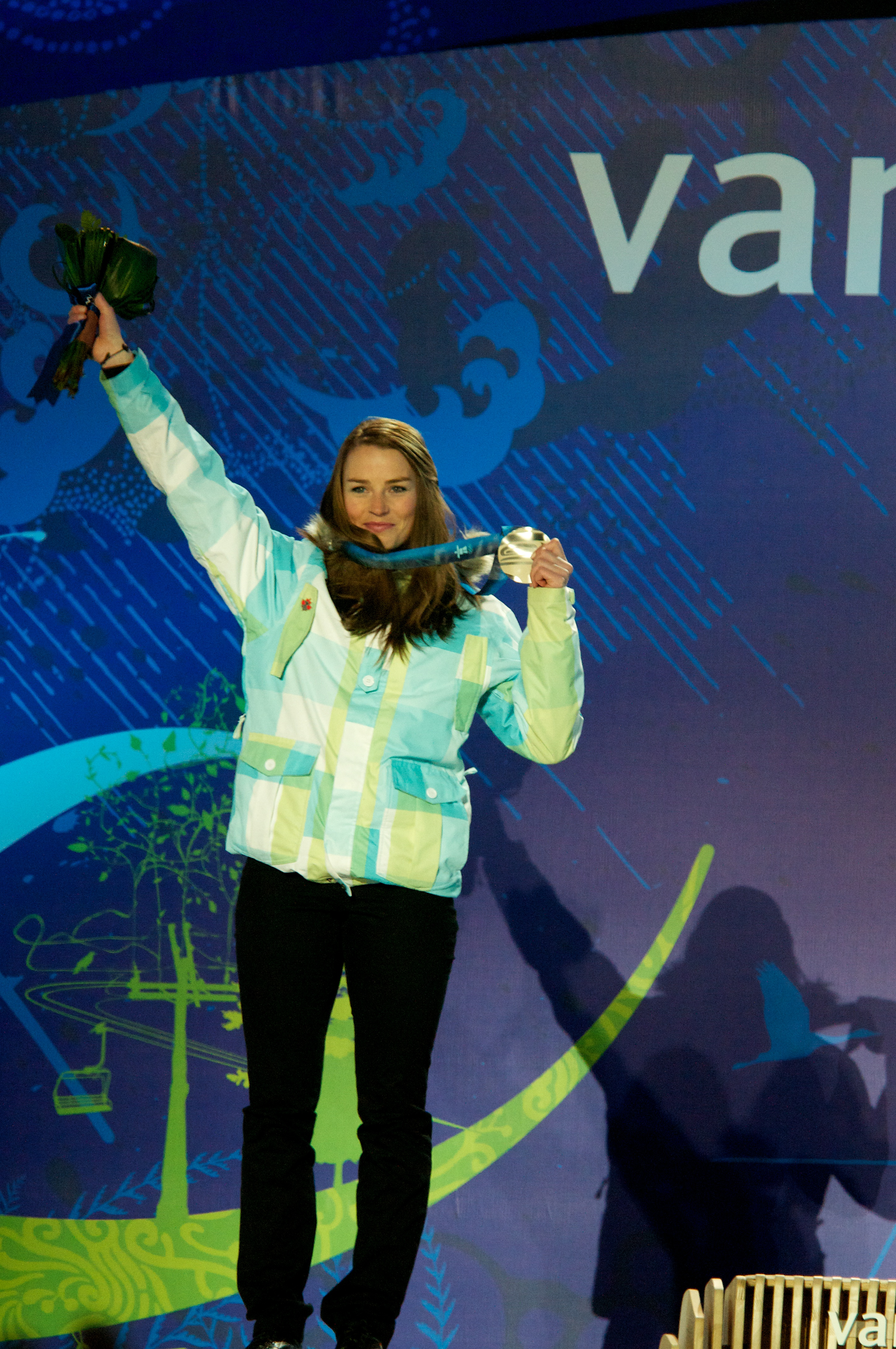
Тіна Мазе

Вигравши біатлонну естафету, «король біатлону» Уле-Ейнар Б'єрндален став шестиразовим олімпійським чемпіоном.
Німці Андре Ланге і Кевін Куске, швейцарець Сімон Амман, китаянка Ван Мен стали 4-разовими чемпіонами.
Норвезька лижниця Маріт Б'єрген і китайська ковзанярка Ван Мен здобули у Ванкувері по три золотих медалі.
Біатлоністка Анастасія Кузьміна здобула першу золоту медаль для Словаччини на зимових Олімпійських іграх (загалом ця медаль стала другою для Словаччини), а Олексій Гришин — для Білорусі. Брати Шицси здобули перше «срібло» для Латвії, а Тіна Мазе виграла першу і другу срібну медалі для Словенії на зимових Олімпійських іграх. Біатлоніст Павол Гурайт приніс першу «бронзу» Словаччині.

## Джерело
- Призери Олімпійських ігор на офіційному сайті XXI Зимової Олімпіади(англ.)